# Oval (London Underground)

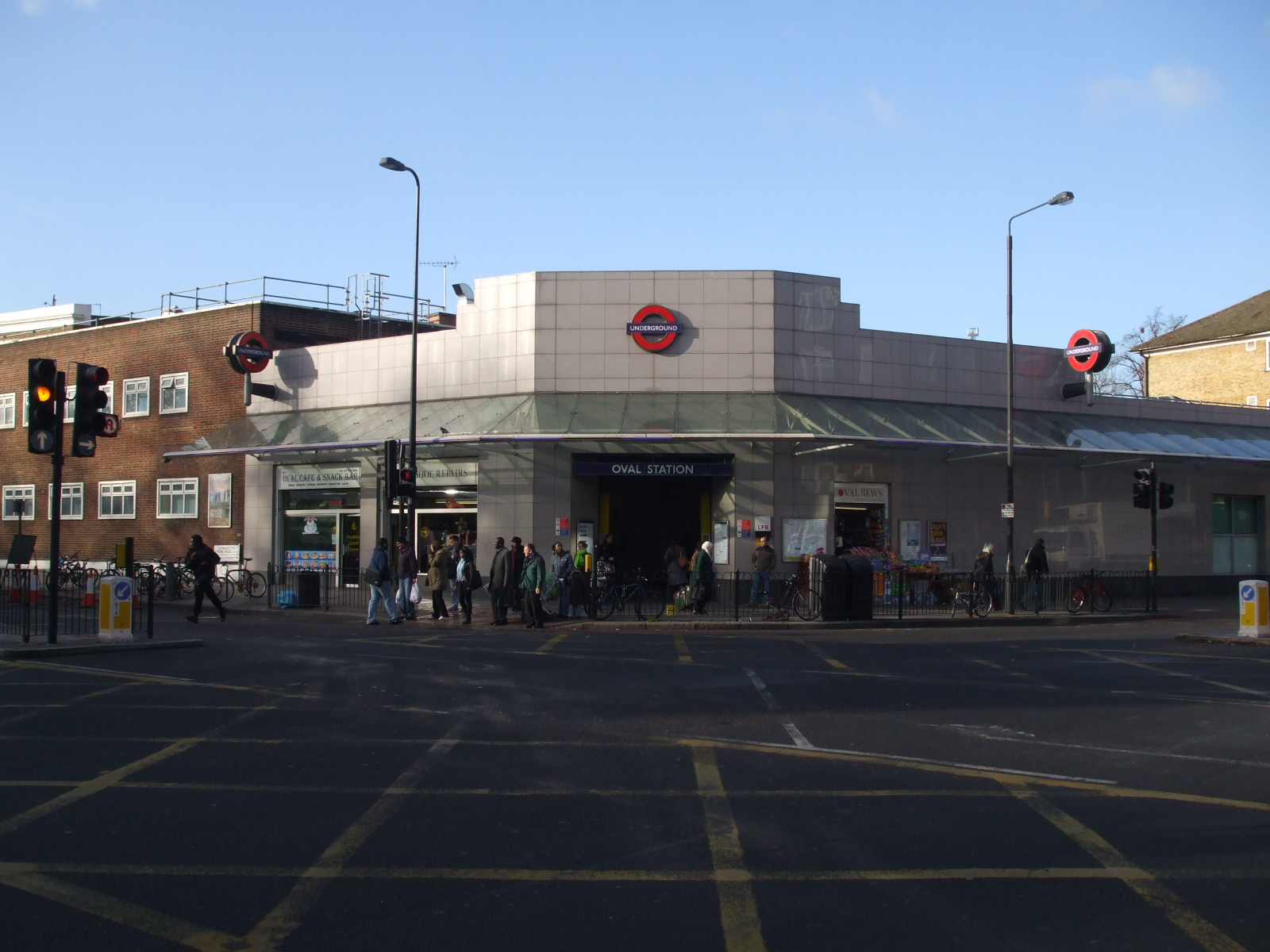
Stationsgebäude

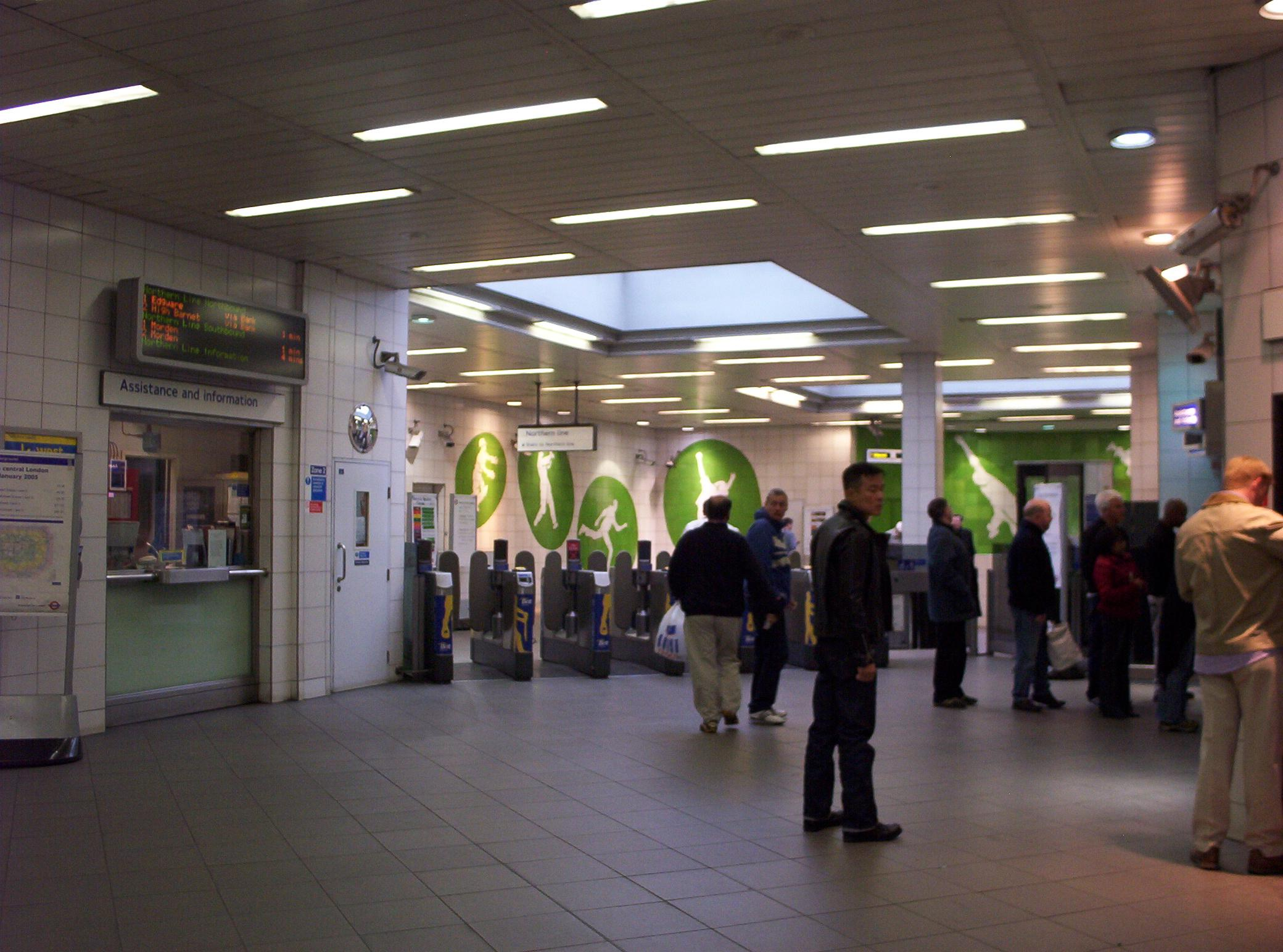
Ansicht der Schalterhalle

Oval ist eine unterirdische Station der London Underground im Stadtbezirk London Borough of Lambeth. Sie liegt an der viel befahrenen Kreuzung von Kennington Park Road, Clapham Road, Camberwell New Road und Harleyford Road in der Travelcard-Tarifzone 2. Hier verkehren Züge der Northern Line. Im Jahr 2013 nutzten 5,91 Millionen Fahrgäste die Station. Sie ist nach dem nahe gelegenen Cricket-Stadion The Oval benannt.
Eröffnet wurde die Station am 18. Dezember 1890 als Teil des ersten Abschnitts der City and South London Railway (heute Northern Line), der ersten elektrisch betriebenen U-Bahn der Welt. Vom 28. November 1923 bis zum 1. Dezember 1924 war die Station gesperrt. Zwecks Erhöhung der Kapazität erweiterte man damals das Tunnelprofil und ersetzte den Mittelbahnsteig durch zwei Seitenbahnsteige. Ebenso ersetzte man das ursprüngliche Stationsgebäude durch einen Neubau.
Oval ist eine der Stationen, die Ziel der Terroranschläge vom 21. Juli 2005 waren; der Sprengsatz des Selbstmordattentäters zündete jedoch nicht. Im Zuge einer Renovation erhielt das Stationsgebäude in den Jahren 2007 und 2008 neue dekorative Wandfliesen, auf denen Cricketspieler in verschiedenen Haltungen zu sehen sind.